# Jing Zhao
Jing Zhao és una emprenedora xinesa que va fer 35 anys el 2018 i que és coneguda per coordinar una xarxa online per ajudar altres dones a aprendre i compartir pensaments sobre els seus cossos i desitjos sexuals. També promou una línia de juguets eròtics per ajudar a les dones a gaudir més del sexe.
Tal com ella mateixa descriu a la seva pàgina personal, ha estat una pionera del moviment LGBT a la Xina.
Jing Zhao és una de les 100 dones triades per la BBC per formar part de la seva sèrie el 2018 100 Women BBC.